# 谷博信
谷 博信（たに ひろのぶ）は、日本の元アマチュア野球選手（投手）。

## 来歴・人物
興國商業高校では、3年生の時にエースとして1965年の夏の甲子園大阪府予選の決勝に進出するが、その決勝で山田豊彦投手、福本豊中堅手のいた大鉄高校に敗れる。
高校卒業後は立教大学に進学したが、中退し、日本熱学に入社する。
1969年の都市対抗野球において、初めて都市対抗に出場した。同年のドラフト会議でも広島から10位指名を受けたが、入団を拒否し、チームに残留した。
1973年の産業対抗では控え投手でありながら、チームの優勝に貢献した。また、その年の韓国遠征とハワイ遠征にも参加した。しかし、エアロマスターは会社の業績不振により、1974年に野球部を解散した。